# Линейная функция
Линейная функция — функция вида
{\displaystyle y=kx+b} (для функций одной переменной).
Основное свойство линейных функций: приращение функции пропорционально приращению аргумента. То есть функция является обобщением прямой пропорциональности.
Графиком линейной функции является прямая, с чем и связано её название. Это касается вещественной функции одной вещественной переменной.
- В случаях {\displaystyle b=0} линейные функции называются однородными (это в сущности синоним прямой пропорциональности), в отличие от {\displaystyle b\neq 0} — неоднородных линейных функций.

## Свойства
- {\displaystyle k} (угловой коэффициент прямой) является тангенсом угла {\displaystyle \alpha \in \left[0;{\frac {\pi }{2}}\right)\cup \left({\frac {\pi }{2}};\pi \right),} который прямая образует с положительным направлением оси абсцисс, и может быть найден по формуле {\displaystyle k=\mathrm {tg} \,\alpha ={\frac {y_{2}-y_{1}}{x_{2}-x_{1}}}={\frac {y_{1}-y_{2}}{x_{1}-x_{2}}}}.
- При {\displaystyle k>0}, прямая образует острый угол с положительным направлением оси абсцисс.
- При {\displaystyle k<0}, прямая образует тупой угол с положительным направлением оси абсцисс.
- При {\displaystyle k=0}, прямая параллельна оси абсцисс.

Угол между двумя прямыми, задаваемыми уравнениями {\displaystyle y=k_{1}x+b_{1},} и {\displaystyle y=k_{2}x+b_{2},} определяется равенством: {\displaystyle \mathrm {tg} \,\alpha =\left|{\frac {k_{1}-k_{2}}{1+k_{1}k_{2}}}\right|,} где {\displaystyle k_{1}k_{2}\neq -1,} то есть прямые не являются взаимно перпендикулярными; при {\displaystyle k_{1}=k_{2},~\alpha =0} и прямые параллельны.
- {\displaystyle b} является показателем ординаты точки пересечения прямой с осью ординат.
- При {\displaystyle b=0}, прямая проходит через начало координат.

Линейная функция монотонна и невыпукла на всей области определения {\displaystyle (\mathbb {R} )}, производная {\displaystyle f'(x)} и первообразная {\displaystyle F(x)} функции {\displaystyle f(x)=kx+b} запишутся:
- {\displaystyle f'(x)=k}
- {\displaystyle F(x)={\frac {kx^{2}}{2}}+bx+C}

Обратная функция к {\displaystyle f(x)} : {\displaystyle f^{-1}(x)={\frac {1}{k}}\,x-{\frac {b}{k}}}

## Линейная функция нескольких переменных
Линейная функция {\displaystyle n} переменных {\displaystyle x=(x_{1},x_{2},\dots ,x_{n})} — функция вида
{\displaystyle f(x)=a_{0}+a_{1}x_{1}+a_{2}x_{2}+\dots +a_{n}x_{n}}
где {\displaystyle a_{0},a_{1},a_{2},\dots ,a_{n}} — некоторые фиксированные числа.
Областью определения линейной функции является всё {\displaystyle n}-мерное пространство переменных {\displaystyle x_{1},x_{2},\dots ,x_{n}} вещественных или комплексных.
При {\displaystyle a_{0}=0} линейная функция называется однородной, или линейной формой.
Если все переменные {\displaystyle x_{1},x_{2},\dots ,x_{n}} и коэффициенты {\displaystyle a_{0},a_{1},a_{2},\dots ,a_{n}} — вещественные числа, то графиком линейной функции в {\displaystyle (n+1)}-мерном пространстве переменных {\displaystyle x_{1},x_{2},\dots ,x_{n},y} является {\displaystyle n}-мерная гиперплоскость
{\displaystyle y=a_{0}+a_{1}x_{1}+a_{2}x_{2}+\dots +a_{n}x_{n}}
в частности при {\displaystyle n=1} — прямая линия на плоскости.

## Абстрактная алгебра
Термин «линейная функция», или, точнее, «линейная однородная функция», часто применяется для линейного отображения векторного пространства {\displaystyle X} над некоторым полем {\displaystyle K} в это поле, то есть для такого отображения {\displaystyle f:X\to K}, что для любых элементов {\displaystyle x,y\in X} и любых {\displaystyle \alpha ,\beta \in K} справедливо равенство
{\displaystyle f(\alpha x+\beta y)=\alpha f(x)+\beta f(y)}
причём в этом случае вместо термина «линейная функция» используются также термины линейный функционал и линейная форма — также означающие линейную однородную функцию определённого класса.

## Алгебра логики
Булева функция {\displaystyle f(x_{1},x_{2},\dots ,x_{n})} называется линейной, если существуют такие {\displaystyle a_{0},a_{1},a_{2},\dots ,a_{n}}, где {\displaystyle a_{i}\in \{0,1\},\forall i={\overline {1,n}}}, что для любых {\displaystyle x_{1},x_{2},\dots ,x_{n}} имеет место равенство:
{\displaystyle f(x_{1},x_{2},\dots ,x_{n})=a_{0}\oplus a_{1}\cdot x_{1}\oplus a_{2}\cdot x_{2}\oplus \dots \oplus a_{n}\cdot x_{n}}.

## Нелинейные функции
Для функций, не являющихся линейными, употребляют термин нелинейные функции.
То же относится и к употреблению слова нелинейные в отношении других объектов, не обладающих свойством линейности, например — нелинейные дифференциальные уравнения.
Обычно термин используется, когда функциональную зависимость вначале приближают линейной, а потом переходят к изучению более общего случая, часто начиная с младших степеней, например рассматривая квадратичные поправки.
Нелинейные уравнения достаточно произвольны. К примеру, нелинейной является функция {\displaystyle y=x^{2}}.
В ряде случаев этот термин может применяться и к зависимостям {\displaystyle f=kx+b}, где {\displaystyle b\neq 0}, то есть к неоднородным линейным функциям, поскольку они не обладают свойством линейности, а именно в этом случае {\displaystyle f(x_{1}+x_{2})\neq f(x_{1})+f(x_{2})} и {\displaystyle f(cx)\neq cf(x)}.
Например, нелинейной зависимостью считают {\displaystyle \sigma (\tau )} для материала с упрочнением (см. теория пластичности).